# Алексей Росликов
Алексей Росликов е латвийски бизнесмен и политик. Един от основателите на партията „За стабилност!“, той е член на Сейма от изборите през 2022 г.

## Биография
Алексей Росликов е роден на 26 февруари 1984 г.
От 2004 до 2005 г. работи в Държавното полицейско управление на град Рига, първоначално като парамедик, а след това като инспектор. През 2011 г. завършва образованието си и се дипломира в университета на Държавната полиция. Става бизнесмен и инвестира в няколко компании, като понякога е член на техните съвети на директори.
През 2017 г. Алексейс Росликов е избран в Рижския градски съвет като член на Социалдемократическата партия „Хармония“. През 2019 г., заедно с трима други избрани длъжностни лица, той е освободен от фракцията на Социалдемократите и напуска общинското мнозинство поради дисциплинарни нарушения. Продължава да участва в съвета като независим до края на мандата си през 2020 г. Той се кандидатира с нова листа на изборите през 2020 г., но тя не преминава избирателния праг и той не е избран.
През 2021 г. основава „За стабилност!“ (на латвийски: Stabilitātei!) заедно с Валерий Петровс. Партията представя листа на парламентарните избори през 2022 г. и надхвърля избирателния праг, най-вече благодарение на подкрепата на руското малцинство в Латвия. Алексей Росликов е избран за депутат в 14-ия Сейм.
На 5 юни 2025 г. Алексейс Росликов се качва на подиума, за да се противопостави на текст за русификацията на Латвия по време на съветската окупация. Той завършва речта си с изречение на руски език и вулгарен жест. Според правилата на събранието, които по-специално правят латвийския единствен език, разрешен по време на парламентарната работа, той е изключен след гласуване от парламентаристите. Според Латвийското обществено радио и телевизия жестът му е бил „малък рекламен трик“ преди местните избори.